# بحيرة فاريزي
بحيرة فاريزي (بالإنجليزية: Varese Lake) هي بحيرة تقع في لومبارديا شمال إيطاليا بين بحيرة كومو وبحيرة ماغيور وتعود لأصل جليدي وتحديداً لعام 1900 وتبلغ مسحتها 14.5 كيلو متراً مربع ويبلغ متوسط عمقها حوالي 11 متر وكحداً أقصى 23 متر.
وتعتبر من أحد المقاصد السياحية الشهيرة ليس للسياحين الأجانب وللسكان المحليين بل أيضاً لرسامين المناظر الطبيعية الخلابة والذين تكون البحيرة المتلألئة بمياها الصافية والنقية بكل ما تحيط بها من مادة لرسوماتهم وتحيط بها القرى الهادئة والكنائس الرومانية البسيطة والتلال المتموجة وخلفيات جبال الألب ومنتجعات ساحلية والعديد من الفلل الفاخرة.
وتمتع المنطقة المحيطة بالبحيرة وبازدياد حرارتها في الصيف واعتدال مناخها في الربيع والخريف وبرودتها في الشتاء وتتساقط الأمطار بغزارة في فصل الشتاء ويبلغ المتوسط السنوي لسقوط الأمطار حوالي 1500 ملم لذلك يكون أنسب الأوقات لزيارتها هي الصيف والربيع.

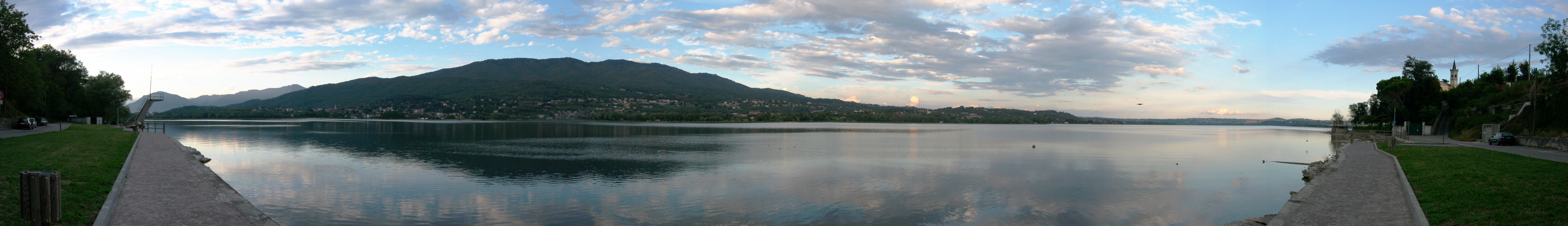
منظر بانورامي لبحيرة فاريزي من بلدة بياندرونو.

## وصلات خارجية
- بوابة بحيرة فاريزي